# Bas de Jong
Bas de Jong, född 11 september 1973 i Willemstad, är en nederländsk vattenpolospelare.
Bas de Jong deltog i den olympiska vattenpoloturneringen vid olympiska sommarspelen 1996 i Atlanta där Nederländerna slutade på tionde plats och dessutom i den olympiska vattenpoloturneringen vid olympiska sommarspelen 2000 i Sydney där Nederländerna slutade på elfte plats.